# 시바 타카츠네

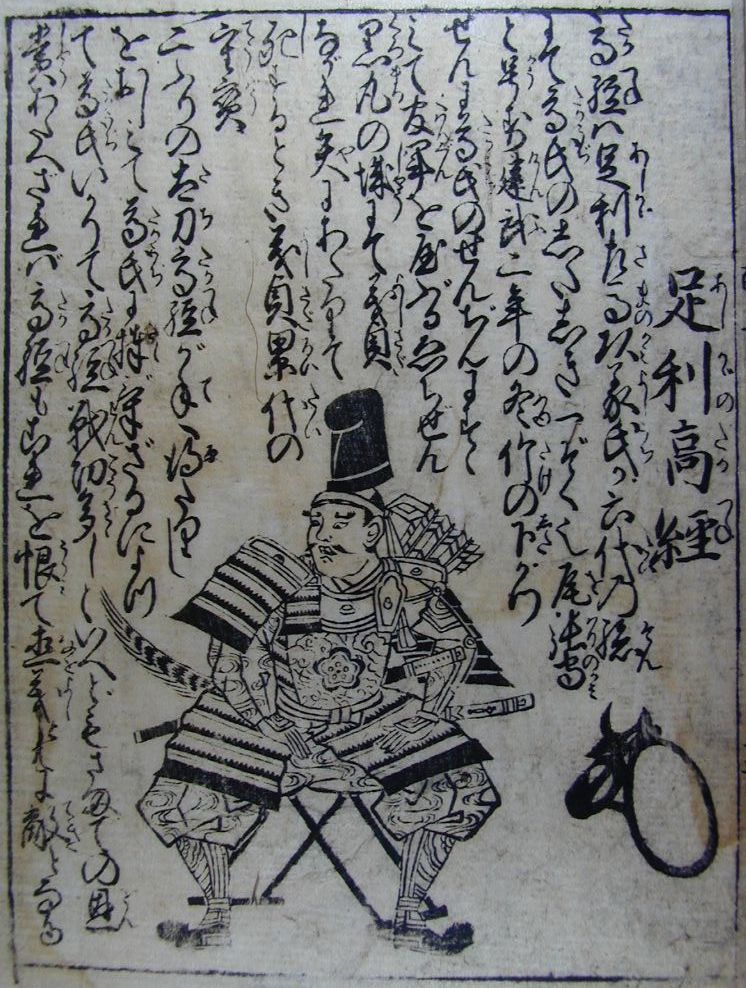

시바 타카츠네(일본어: 斯波 高経 しば たかつね[*])는 난보쿠초 시대의 무장이자 슈고 다이묘이다. 에치젠ㆍ와카사ㆍ엣츄 슈고이다. 아시카가씨의 유력일문 시바씨 (아시카가 오와리노카미가)의 4대 당주이다. 또한, 타카츠네 자신은 그 생애에서 시바 성을 자칭한 적도, 타칭된 적도 없으며, 아시카가씨의 별가 (아시카가 오와리노카미가) 당주로서 평생 아시카가의 성씨로 호칭되었기 때문에, 현재에도 아시카가 타카츠네로 불리는 경우도 많다. 또, 후지시마 전투에서 닛타 요시사다를 물리치는 공을 세웠다.

## 자녀
- 장남 : 시바 이에나가 - 무츠노카미. 칸토칸레이, 오슈 총대장. 코스이지 시바가의 시조.
- 차남 : 시바 우지츠네 - 사쿄노다이부. 에치젠 슈고. 큐슈 탄다이. 스에노씨의 시조.
- 3남 : 시바 우지요리 - 사에몬노스케. 와카사 슈고.
- 4남 : 시바 요시유키 - 우에몬노카미. 관령, 에치젠ㆍ시나노 슈고. 시바씨 5대 당주.
- 5남 : 시바 요시타네 - 슈리노다이부. 사무라이도코로 토닌, 카가 슈고. 오노 시바가의 시조.

## 같이 보기
- 죠지의 변
- 오오시오 하치만구
- 나가사와니시성
- 소마야마성